# 楊龍文
楊龍文，山東歷城縣人，清朝政治人物、貢生出身。
貢生出身。乾隆十年，擔任山西介休縣知縣。